# 古堤街道

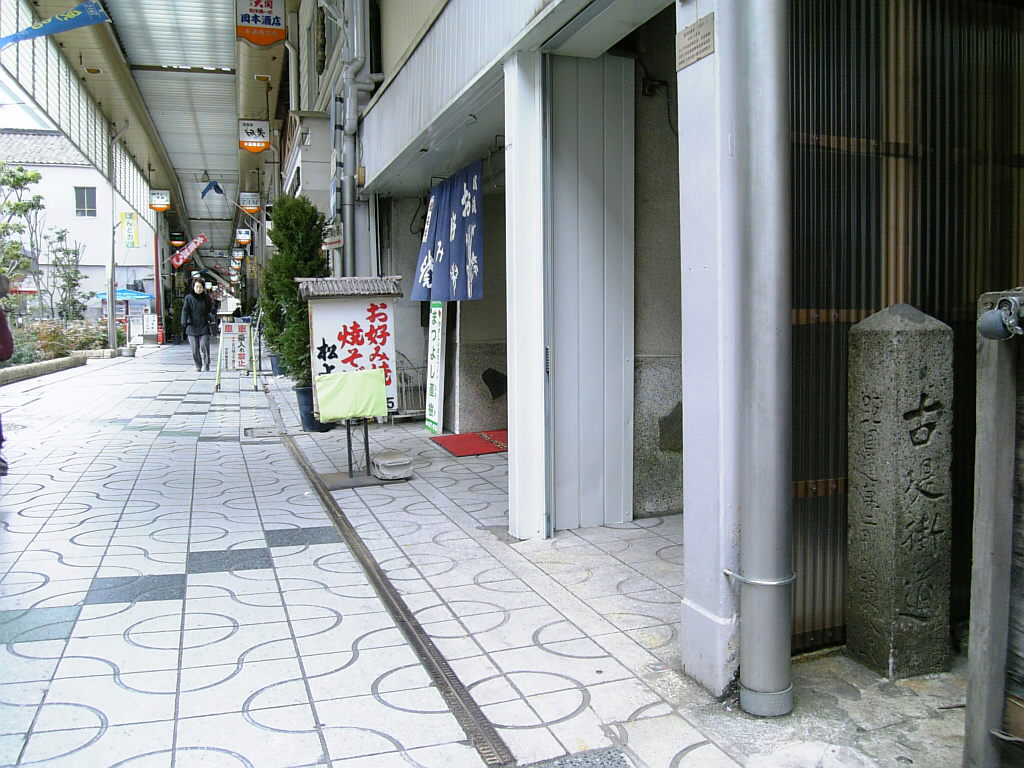
大東市住道の本通商店街外れにある古堤街道道路標（写真右）

古堤街道（ふるつつみかいどう）は、大阪府大阪市と奈良県生駒市を生駒山北側の山越えで結んでいる街道。 経由地名から「中垣内越」「竜間越」とも呼ばれる。阪奈道路の前身である。

## 概要
この道がいつ頃整備されたかは定かでないが、大阪と奈良を結ぶ主要街道のひとつであり、摂津国南東部と大和国北西部を結ぶ「大和街道」の一つとされた。 近世以前、河内国に深野池・新開池という2つの大きな池が存在していたころは京橋から東へ、新開池の北側のほとりを通り、角堂浜（住道浜）から船で深野池の東岸へ渡った。このあたりまでは大坂からの野崎参りの参拝道としても機能した。1704年の大和川付替え以降は大きな池はなくなり、京橋から住道までは寝屋川右岸に沿い、現在のJR片町線住道駅前で寝屋川を橋で渡り、中垣内から竜間方面へ山を越えた。山越えの途中で田原方面と生駒方面の二手に分かれる。
明治時代になり、「古堤街道」と正式に命名され、それ以降地元有志らにより、悪路であった山越え区間を中心に改修がたびたびなされた。
1893年の奈良県告示第30号では乙種仮定県道として
「古堤街道　添下郡富雄村大字中ニテ暗越奈良街道ヨリ分岐シ同村大字三碓平群郡北生駒村大字山崎ヲ経テ同村大字俵口ニ至リ河内國界ニ達ス」と定められた。
なお、本街道の山越え道そのものは現在は府道701号中垣内南田原線に指定されており、阪奈道路は本街道の交通量が増大したことによる抜本的対策として建設され、1958年に開通した。
JR住道駅近く、本通商店街の東外れなど数カ所に「古堤街道」と記された明治期の道路標が現存する。

## 経由地
※西から東へ記載。
大阪市
- 京橋
- JR京橋駅ダイエー京橋店北側
- 蒲生・今福（三郷橋・鯰江川閘門跡） 現・三郷橋稲荷付近
- 古堤橋・寝屋川分流水門
- 放出大橋（放出街道交点）
- 徳庵橋北詰（枝切街道交点）
- 万代橋北詰

東大阪市
- 西鴻池橋北詰（大阪中央環状線および近畿自動車道によって寸断されるため、片町線沿いの寺島ポンプ場前（西・東）交差点まで迂回が必要）

大東市
- JR住道駅（住道駅前大橋で寝屋川を渡る）
- 住道新橋南詰（河内街道交点）
- 大阪外環状線交差点（大阪産業大学・大阪桐蔭高等学校前信号の一つ南の信号）
- 東高野街道交点
- 阪奈道路（生駒登山口まで沿う）

四條畷市
- 住吉神社

生駒市
- 国道168号交点（出店交差点・南田原バイパス中交差点の一つ北の辻）

## 参考資料・外部リンク
- 武藤善一郎著「大阪の街道と道標」改訂版（ISBN 4-88325-203-5）
- 木村武夫編 城東区史編纂委員会「城東区史」1974年